# Isse

Isse este o comună în departamentul Marne, Franța. În 2009 avea o populație de 129 de locuitori.